# Pir (Satu Mare)
Pir (Hongaars: Szilágypér, Duits: Pirr) is een landelijke Roemeense gemeente in het district Satu Mare, Roemenië, met 1.614 (2011) inwoners. Pir ligt in de historische regio Transsylvanië.
De gemeente omvat drie dorpen:
| Roemeens (endoniem) | Hongaars (exoniem) | Duits (exoniem)            |
| ------------------- | ------------------ | -------------------------- |
| Pir                 | Szilágypér         | Pirr                       |
| Piru Nou            | Kispér             | Kleinpirr                  |
| Sărvăzel            | Peleszarvad        | Horndorf, Kleinheggensdorf |

## Bevolking
Etnische groepen (volkstelling 2002):
- Hongaren: 54,77%
- Roemenen: 36,40%
- Zigeuners: 8,81%

### Taal
De officiële taal is het Roemeens. 60,71% van de bevolking spreekt Hongaars, terwijl 39,11% Roemeens als eerste taal heeft.